# 안톤 루빈시테인

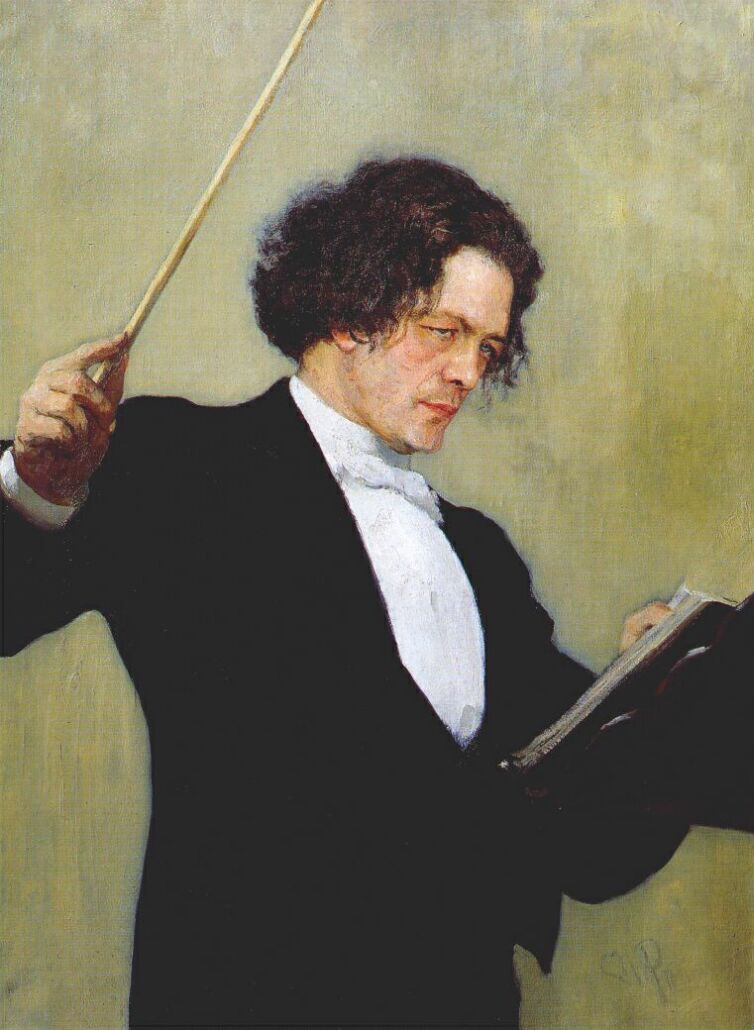
안톤 루빈시테인

안톤 그리고리예비치 루빈시테인(Анто́н Григо́рьевич Рубинште́йн, 1829년 11월 28일 ~ 1894년 11월 20일)은 러시아의 피아니스트이자 작곡가이다. 당대의 피아니스트 프란츠 리스트의 라이벌이었다.

## 생애

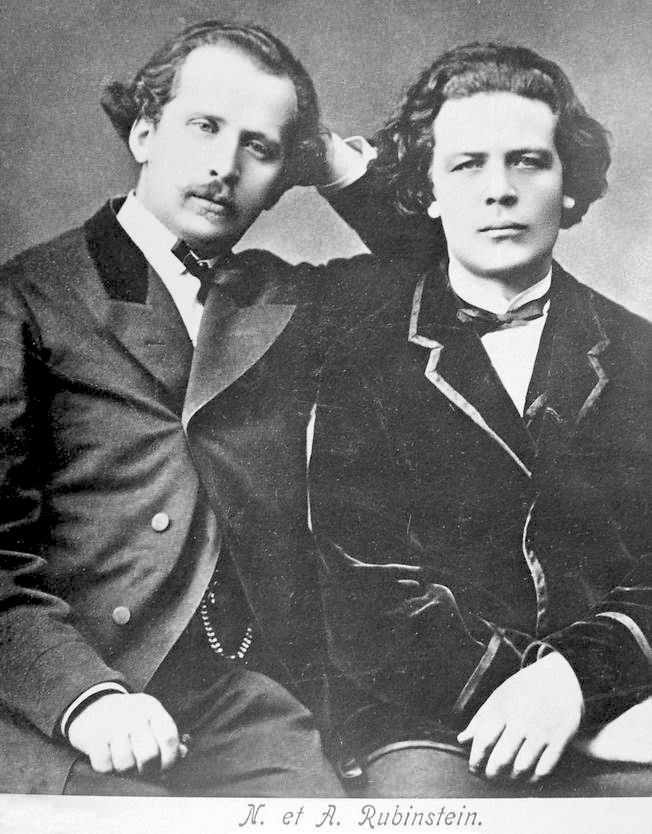
안톤과 니콜라이

루빈시테인은 오데사에서 북서쪽으로 약 150km 떨어진 드네스트르강 유역의 바이크바티네츠 마을에서 유대인 부모에게서 태어났다. 그가 5살이 되기 전에, 그의 친할아버지는 루빈시테인 가문의 모든 구성원들에게 유대교에서 러시아 정교로 개종할 것을 명령했다. 루빈시테인은 비록 기독교인으로 자랐지만 나중에 무신론자가 되었다.
루빈시테인은 어려서는 어머니에게서 피아노를 배우고, 후에는 알렉산드르의 제자가 되었다. 피아노의 신동으로 알려졌다. 작곡가로서 그는 독일 낭만파의 수법에 의하였으며, 관학파라 하여 국민악파로부터 비난을 받았으나, 러시아 음악 가운데 아카데믹한 수법을 주입한 점은 그의 피아노 연주자·지휘자로서의 활동과 함께 큰 공적이다. 1862년 페테르부르크에 음악 학교를 세웠으며, 후에 이 음악 학교에서 많은 유명한 작곡가들이 배출되었는데, 표트르 일리치 차이콥스키도 그 중 하나이다. 가극·교향곡·피아노 곡 등 많은 작품이 있는데, 특히 〈가극〉, 〈바벨 탑〉, 〈악마〉, 〈네로〉와 합주곡 〈실락원〉등이 유명하다.

## 작품
- Melody in F, Op.3 No.1
- 첼로 협주곡

1. ↑  Taylor, Philip S. (2007). 《Anton Rubinstein: A Life in Music. Illinois University Press》. ISBN 0-253-34871-4.